# 蝌蚪丘塘鳢
蝌蚪丘塘鳢（学名：Bunaka gyrinoides），俗名黑咕嚕，是輻鰭魚綱塘鳢科的一种鱼类，是丘塘鳢属中唯一已知的成员。它主要栖息在河口和红树林沼泽的淡水、海洋和咸水水域。该物种的分布於印度西太平洋區，范围从斯里兰卡到密克罗尼西亚和澳大利亚，北至台灣。本魚體延長，前半部圓筒形，後半部側扁。中大，前方較平扁，頰部具有數列水平突起，無感覺孔。體被有細小櫛鱗，頭部於眼後至背鰭前區被細小鱗片。腹鰭分離，體側具有10-12條細長的水平黑棕色線紋；胸鰭具2塊大型黑棕色斑塊；尾鰭基部有灰棕色斑塊。第二背鰭具細小斑點，第一背鰭硬棘4枚、第二背鰭硬棘1枚，背鰭軟條8枚，臀鰭硬棘1枚、臀鰭軟條8枚，它的长度可达34厘米，但大多数不超过15厘米。主要棲息在溪流水流較急的瀨區，屬肉食性，以小型魚類、甲殼類等為食。

## 扩展阅读
- 維基物種上的相關：丘塘鱧属
- WoRMS数据：http://www.marinespecies.org/aphia.php?p=taxdetails&id=268619（页面存档备份，存于）